# Gnopharmia inermis
Gnopharmia inermis är en fjärilsart som beskrevs av Edward P. Wiltshire 1967. Gnopharmia inermis ingår i släktet Gnopharmia och familjen mätare. Inga underarter finns listade i Catalogue of Life.